# Aloba
Aloba es un género de polilla monotípico de la familia Geometridae descrito por William Warren en 1895. Su única especie, Aloba cinereus, fue descrita por primera vez por Williams Bartlett Calvert en 1893. Se encuentra con endemismo en la Región de la Araucanía de Chile.